# Theaterkubus (Weimar)

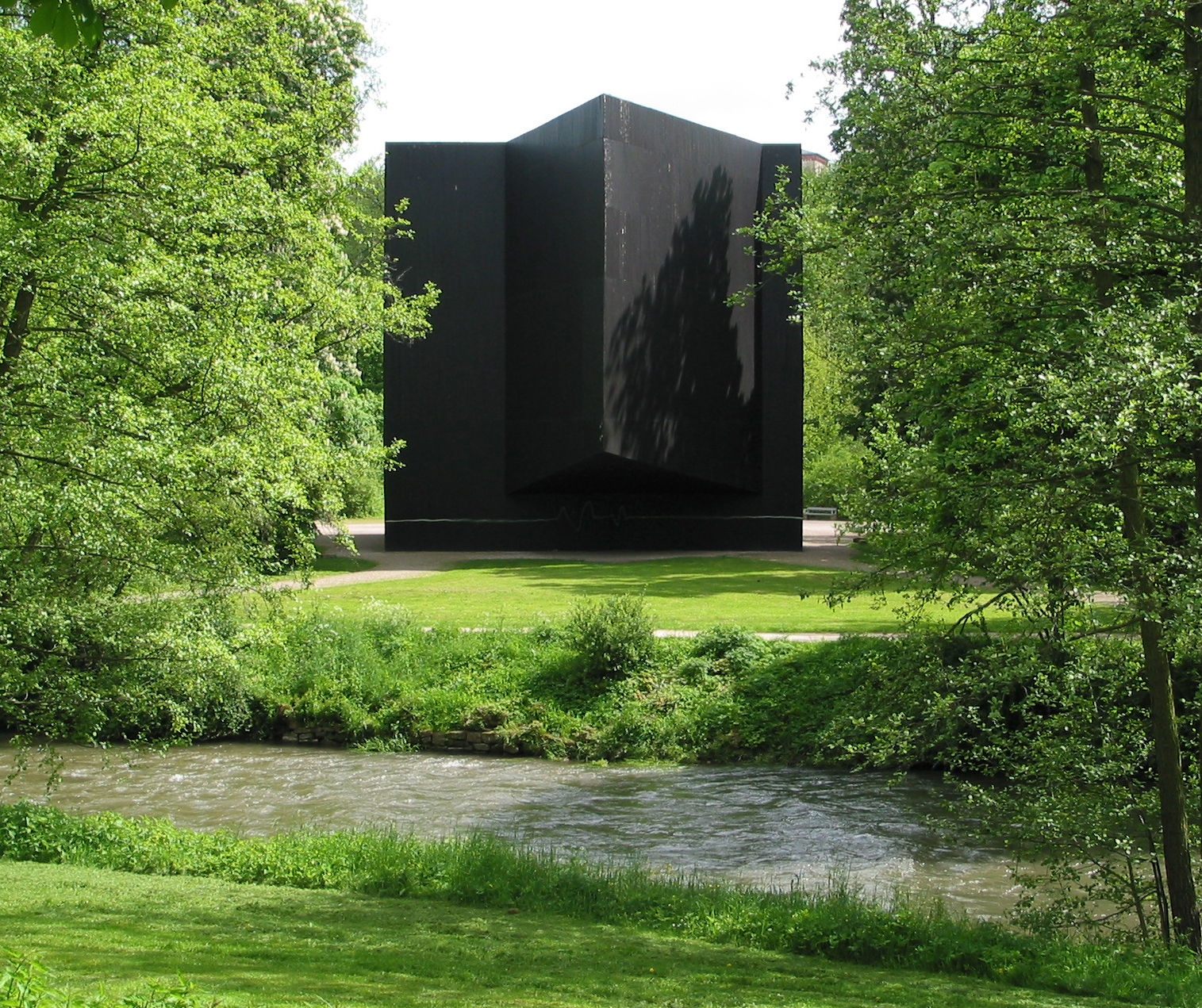
Westansicht des Theaterkubus

Der Theaterkubus oder Theater-Kubus war eine temporäre Theaterinstallation im Ilmpark von Weimar, die für das Kulturstadtjahr 1999 am sog. Stern im Ilmpark zum Kunstfest als Spielbühne aufgestellt wurde. Diese Bühne war ein schwarzer großer Kubus. Er war eine der größten temporären Installationen Weimars. Diese Installation rief nicht nur positive Reaktionen hervor. Sie hatte auch Anschläge über sich ergehen lassen müssen.
Der aus Holz gebaute Theaterkubus wurde 2002 abgerissen. Realisiert wurde das Projekt durch die Bauhaus-Universität Weimar. Zunächst wurde er 1993 im Schlosshof des Weimarer Stadtschlosses aufgestellt, bevor er 1996 in den Ilmpark umgesetzt wurde.
Zum Todestag Friedrich Nietzsches hatte der Philosoph Peter Sloterdijk 2000 einen Vortrag mit dem Titel „Über die Verbesserung der Guten Nachricht – Nietzsches Überhumanismus“ dort gehalten. Der Theaterkubus verschwand zwar nach wenigen Jahren aus dem Stadtbild Weimars, nicht aber aus dem Bewusstsein der Weimarer Bevölkerung.
Bemerkenswert ist auch, dass gegenüber am Stern sich zeitweise seit 1999 die Statue des Carl-August-Denkmals auf einem Betonsockel befand.